# Actinodermatosi
Con actinodermatosi si definisce un gruppo di affezioni cutanee (dermatiti o dermatosi) causate dalla luce solare, come gli eritemi. 
L'azione nociva del sole si esplica attraverso sostanze fotosensibilizzanti. Ad esempio nella dermatite pigmentaria da acqua di Colonia, alcune sostanze contenute nel bergamotto sono responsabili della sensibilizzazione della cute verso le radiazioni luminose.